# كايرك أورسو
كايرك أورسو (6 مارس 1990 بدانرز غروف في الولايات المتحدة - 5 أغسطس 2012 بكولومبوس في الولايات المتحدة) هو لاعب كرة قدم أمريكي في مركز الوسط. شارك مع منتخب الولايات المتحدة تحت 17 سنة لكرة القدم. أما مع النوادي، فقد لعب مع كولومبوس كرو وNorth Carolina Fusion U23 ‏ وChicago Fire U-23 ‏.

## وفاته
في وقت مبكر من صباح يوم 5 أغسطس 2012، انهار أورسو وسقط فاقدًا للوعي في حانة في كولومبوس. نقل من قبل ضباط الشرطة إلى مركز جرانت الطبي القريب، حيث أعلن وفاته الساعة 1:51 صباحًا بالتوقيت المحلي عن عمر ناهز 22 عامًا. كشفت نتائج التشريح أن أورسو توفي بسبب اعتلال عضلة القلب في البطين الأيمن، وهو مرض قلبي موجود مسبقًا "على الأرجح لم يكن يعلم أنه مصاب به"، وفقًا للطبيب الشرعي في مقاطعة فرانكلين. في أعقاب وفاة أورسو مباشرة، تدفقت التعازي على وسائل التواصل الاجتماعي من زملائه في فريق نورث كارولينا وكرو، وزملائه الناشئين في الدوري الأمريكي لكرة القدم، وأعضاء آخرين في مجتمع كرة القدم الأمريكية.

## وصلات خارجية
- كايرك أورسو على موقع الدوري الأمريكي (الإنجليزية)
- كايرك أورسو على موقع قاعدة بيانات كرة القدم.إي يو (الإنجليزية)
- كايرك أورسو على موقع عالم كرة القدم.نت (الإنجليزية)